# Rimae Mersenius

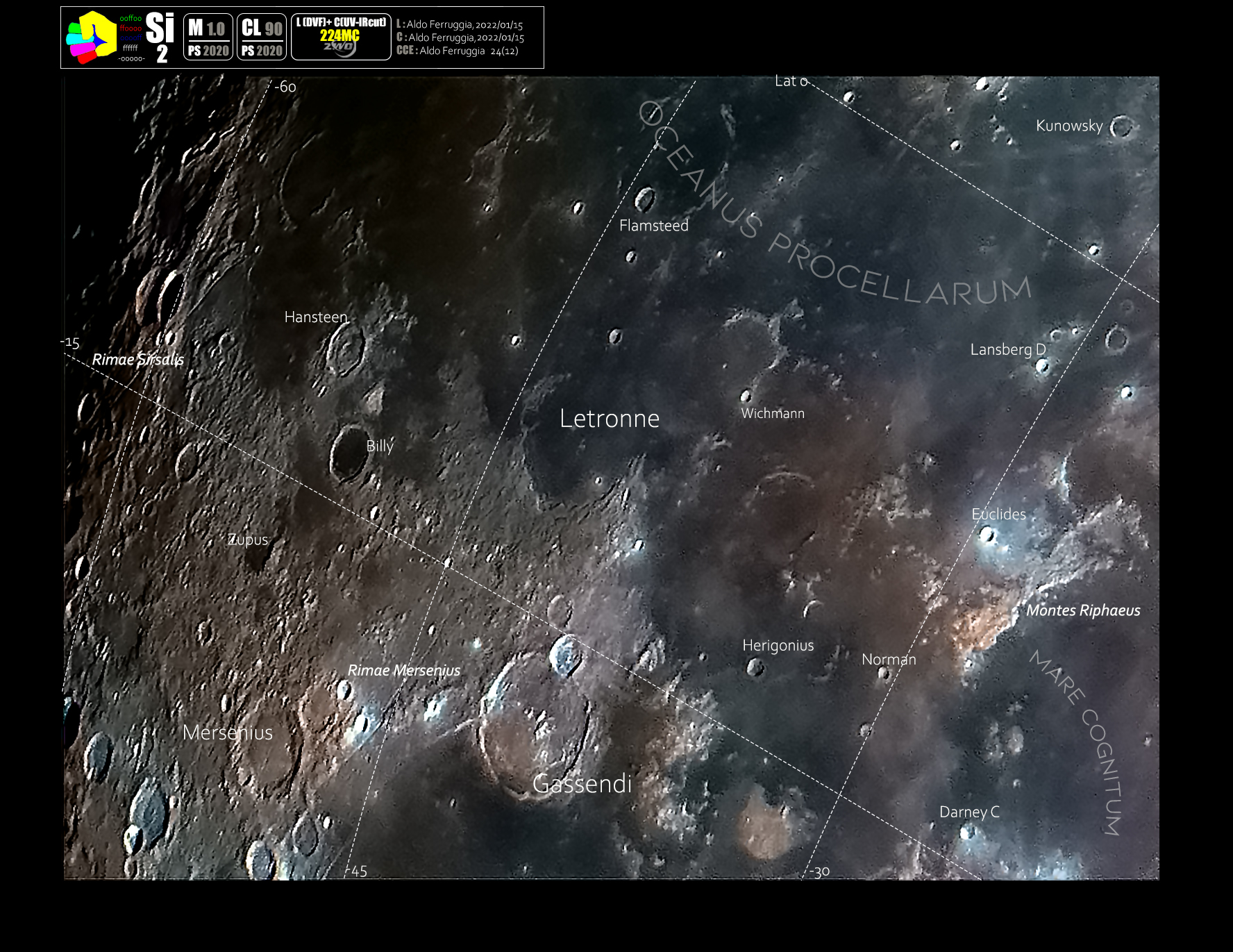
Rimae Mersenius(in basso a sinistra) in un'Immagine Selenocrocatica (Si)

Le Rimae Mersenius sono una struttura geologica della superficie della Luna.